# 江苏健康广播
江苏健康广播，是江苏省广播电视总台、江苏省卫生厅联合主办的广播频率，是江苏省第一家健康生活类专业电台。频率播出的内容以健康资讯为主，全天24小时播音。

## 节目
- 阿松生活网
- 健康一战到底
- 天天养生
- 亲亲宝贝
- 流金岁月
- 幸福社区
- 美丽夕阳
- 阿松导医台
- 时尚本草
- 步步开心
- 星空夜话
- 银色舞步

## 主持人
- 阿松
- 安琪
- 关心
- 蓝天
- 柳笛
- 晓涵
- 南燕
- 李缘
- 吕鹏